# Auguste Jauch

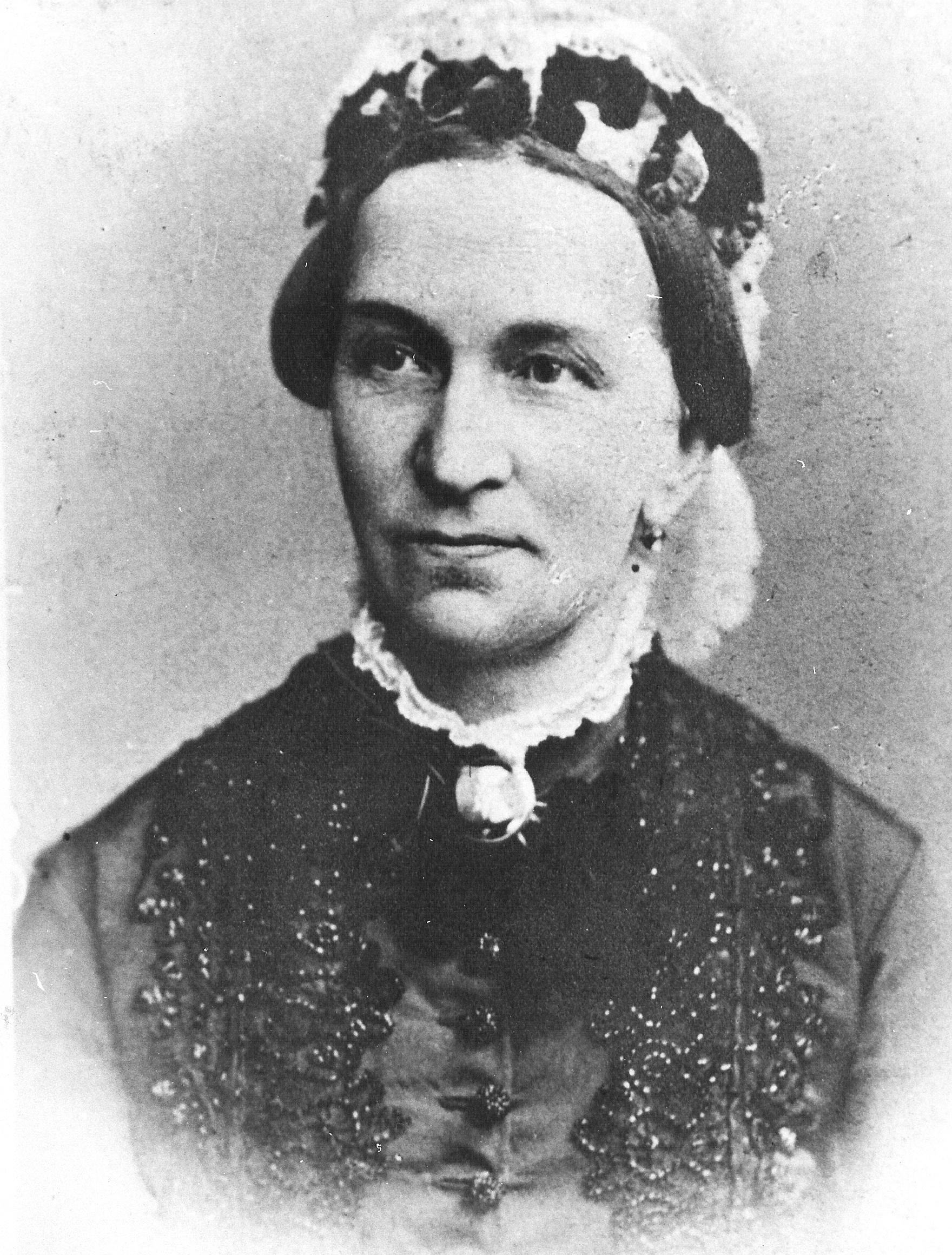
Auguste Jauch um 1875

Auguste Jauch (* 20. April 1822 in Kiel; † 4. Januar 1902 in Hamburg, ± Jauchsche Familiengruft auf dem Hammer Friedhof) war eine hamburgische Wohltäterin.

## Herkunft und Familie
Jauch war die Tochter des Uhrmachers Nicolaus Georg Stubbe in Kiel. Mit 26 Jahren heiratete sie den hamburgischen Großbürger und Oberleutnant der Hanseatischen Kavallerie Moritz Jauch (1804–1876), Sohn des Großkaufmanns Johann Christian Jauch senior (1765–1855), den sie um 26 Jahre überlebte. Ihr einziger Sohn Hermann Jauch (1858–1916) war Herr auf Schönhagen und Erbauer des dortigen Herrenhauses.
Zahlreiche Familienmitglieder engagierten sich nach Jauchs Tod in den von ihr gegründeten Stiftungen. Ihrem Beispiel folgten August Jauch (1848–1930), Herr auf Fernsicht, und Robert Jauch (1856–1909), Herr auf Krummbek, die – auf Erwerb nicht angewiesen – von ihren Landgütern nach Hamburg wechselten und ihr Leben dort in hanseatischer Tradition ebenfalls caritativen Aufgaben widmeten.

## Wirken
Jauch war Gründerin mehrerer wohltätiger Stiftungen, denen sie aus dem reichen Erbe, das ihr Mann ihr hinterlassen hatte, beträchtliche Summen zuwendete. Besonders sorgte sie sich um die Linderung des Elends der armen Schichten Hamburgs. Diese hausten unter menschenunwürdigen Bedingungen in den sogenannten Gängevierteln.
Sämtliche Stiftungen stattete Jauch neben den Stiftungshäusern so großzügig mit Kapital aus, dass erst die Zerstörung aller drei Stiftungshäuser in den Bombennächten der Operation Gomorrha im Jahre 1943 gegen Hamburg und während der Luftangriffe auf Kiel deren Tätigkeit,– was die Inflation nicht vermocht hatte, einschränkte, so dass die in Hamburg ansässigen Stiftungen von der Hamburgischen Stiftungsbehörde nach dem Zweiten Weltkrieg aufgelöst und ihr Restvermögen der Stiftung Gast- und Krankenhaus übertragen wurde.
Neben der Betreuung ihrer eigenen Stiftungen förderte Auguste Jauch tatkräftig die Innere Mission Wicherns. Der Hamburger Bürgermeister Mönckeberg hielt der stadtbekannten Philanthropin die Grabrede und würdigte ihre Verdienste um das Sozialwesen der Stadt.

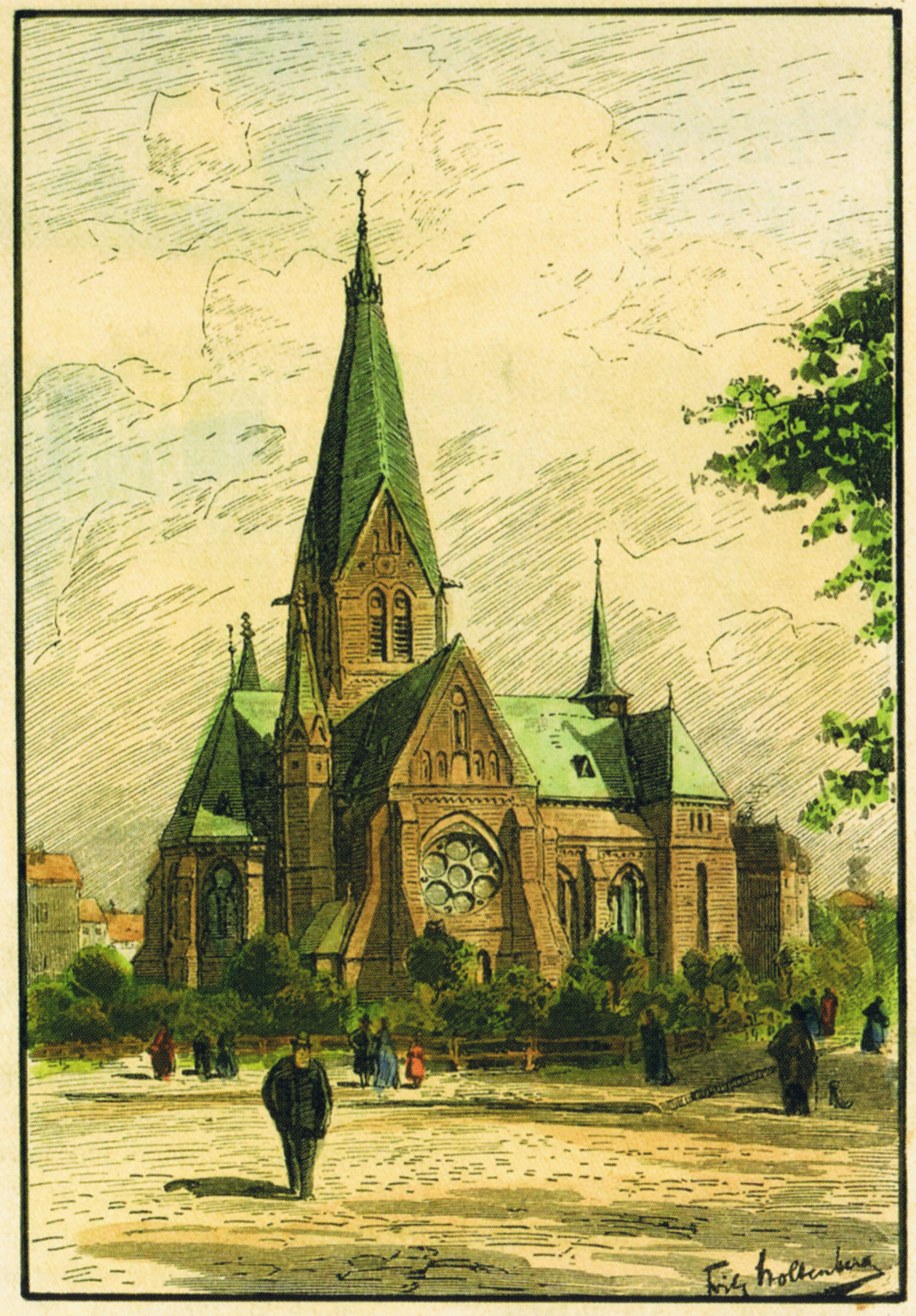
Das Jauchsche Damenstift – rechts hinter der Jacobikirche in Kiel, beide 1944 zerstört (Fritz Stoltenberg 1890)

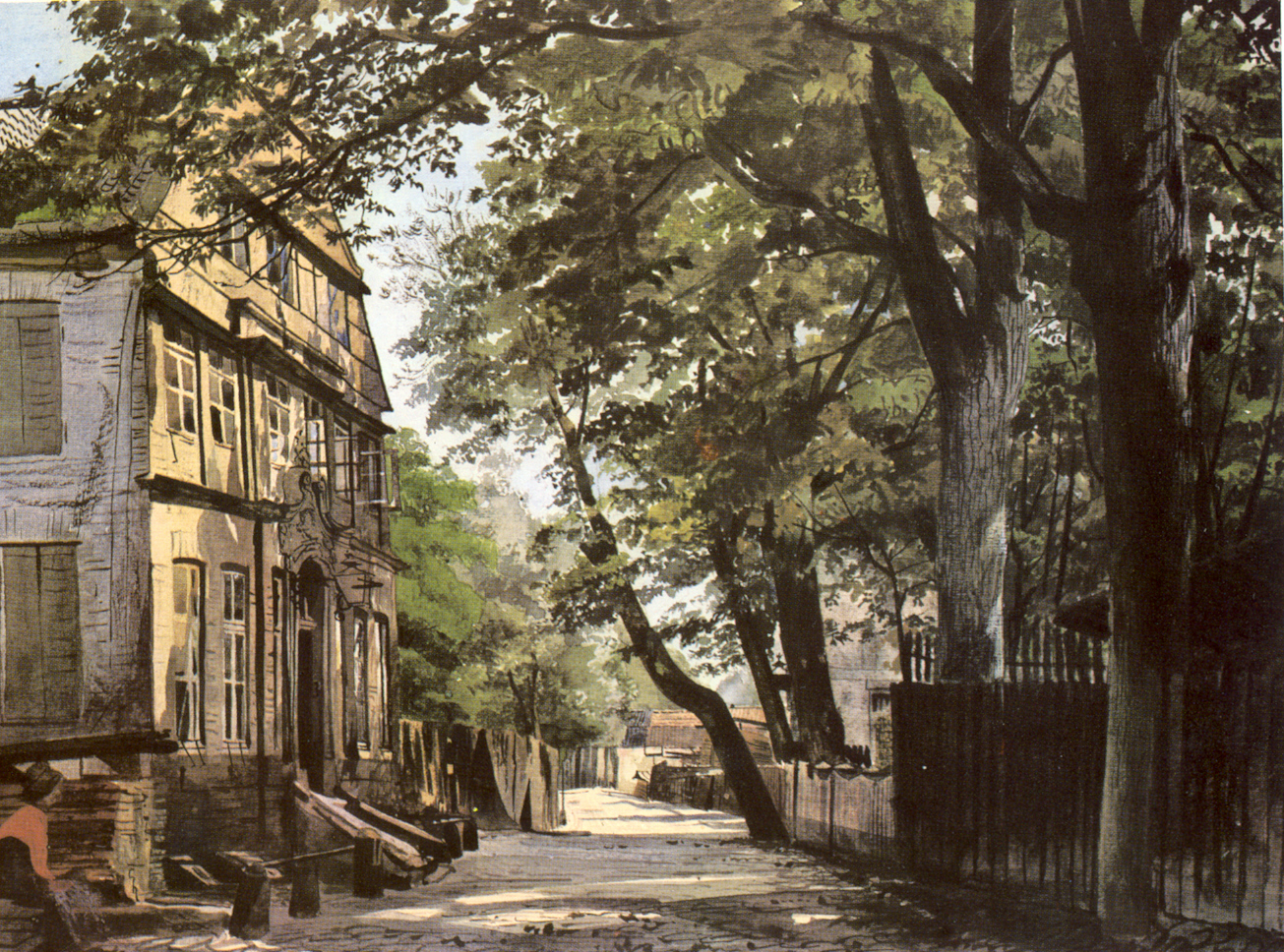
Hamburg, Stadtdeich 9
Kontor von J. C. Jauch & Söhne
1891 Jauchsche Stiftung
„Heim für alte Männer“
zerstört 1943 (Operation Gomorrha)
(Aquarell Ebba Tesdorpf um 1880)

### Auguste-Jauch-Stift
Im Jahr 1892 ereignete sich in Hamburg der letzte große Ausbruch der Cholera auf deutschem Boden, der aufgrund hamburgischer Besonderheiten verheerende Ausmaße annahm. Bereits in den Jahren 1822, 1831, 1832, 1848, 1859, 1866 und 1873 hatten kleinere Cholera-Epidemien Hamburg heimgesucht. Jauch führte wegen des beschriebenen Elends seit etwa 1879 selbst regelmäßige Armenspeisungen in Hamburg durch und versuchte, die Wohnverhältnisse der Armen zu verbessern.
Sie erwarb das Haus Bürgerweide 59 in Hamburg-Borgfelde und richtete dort im Jahr 1889 Freiwohnungen für bedürftige Witwen und eine Suppenküche einschließlich Speiseräumen für arme Kinder ein, die täglich 50 Kinder beköstigte. Die Bürgerweide war ein bevorzugter Standort für Stiftungen. Dort befanden sich unter anderem das Hiobs-Hospital und die Alida Schmidt-Stiftung.
Diese Stiftung war ihr ein besonderes Anliegen und sie verwaltete sie bis zu ihrem Tode selbst.

### „Damenstift aus Dankbarkeit“
Im Jahr 1884 errichtete sie in Kiel neben der Jakobikirche ein Damenstift, das sogenannte Damenstift aus Dankbarkeit für „gebildete, unverheiratete Damen“.

### Männerstift „Heim für alte Männer“
1891 widmete sie mit ihrem Sohn Hermann das alte Hamburger Stammhaus der Familie Jauch am Stadtdeich um in ein Stift mit Freiwohnungen „für alleinstehende, in ihrer Arbeitsfähigkeit beschränkte alte Männer aus dem Arbeiterstand“ einschließlich freier Kost. 1899 beherbergte das Stift 21 Personen.
1933 wurde das Barockhaus nach umfassender Sanierung unter Nummer 107 in die Liste der Kulturdenkmäler im Hamburger Bezirk Hamburg-Mitte eingetragen.

### Kunststiftungen
Auguste Jauch besaß eine umfangreiche Sammlung von Gemälden und Asiatica, aus der sie verschiedenen Institutionen Einzelstücke stiftete, die sie teils auf ihren bis nach Japan reichenden Fernost-Reisen erworben hatte.

## Zitate
Auguste Jauch erreichte die Nachricht vom Tode ihres Mannes in Hamburg auf einer ihrer Fernreisen in Istanbul. Auf die telegraphisch übermittelte Nachricht kabelte sie, der Überlieferung zufolge, zurück: „Beerdigt ihn würdig.“